# AMPA-Rezeptor
AMPA-Rezeptoren (AMPAR, englisch α-amino-3-hydroxy-5-methyl-4-isoxazolepropionic acid receptor) bilden neben den NMDA- und Kainat-Rezeptoren eine Untergruppe der Glutamat-Rezeptoren und sind die verbreitetsten Neurotransmitter-Rezeptoren im Zentralnervensystem. Sie bilden Kationenkanäle, welche die schnelle Komponente des postsynaptischen Stroms vermitteln. Ihre Aktivierung ruft Leitfähigkeitsänderungen in der postsynaptischen Membran für eine Dauer von wenigen Millisekunden hervor. Ihren Namen verdanken die AMPA-Rezeptoren dem synthetischen Agonisten AMPA (α-Amino-3-hydroxy-5-methyl-4-isoxazolpropionsäure), mit dem sie spezifisch aktiviert werden können.
AMPA-Rezeptoren sind aus vier Untereinheiten mit einer Masse von jeweils etwa 100 kDa aufgebaut. Die Sequenzähnlichkeit zwischen den Untereinheiten beträgt etwa 70 %. Es gibt vier verschiedene AMPA-Rezeptor-Untereinheiten, die mit GluR1, GluR2 bis 4 (GluR-A bis -D) bezeichnet werden.
Die einzelnen Untereinheiten bestehen aus rund 900 Aminosäuren. Die N-Termini der Untereinheiten liegen dabei extrazellulär, die C-Termini intrazellulär. Die Polypeptidkette einer Untereinheit durchquert die Membran drei Mal und bildet in der Membran von der intrazellulären Seite her eine Schleife. Die Schleifen der vier Untereinheiten bilden gemeinsam den Ionenkanal (s. Abb. 1).
Die GluR-Untereinheiten kommen in jeweils zwei Formen, den sogenannten Flip- und Flop-Formen, vor. Sie unterschieden sich durch die Ab- bzw. Anwesenheit eines alternativ gespleißten Exons. Es resultiert in 38 Aminosäureresten, die der letzten Transmembrandomäne vorangestellt sind. Die Flip-Formen der GluR-Untereinheiten zeigen eine langsamere Desensitivierung des AMPA-Rezeptors als die Flop-Formen.
Die Ionenspezifität der AMPA-Rezeptoren (d. h. ihre relative Leitfähigkeit für Natrium-, Kalium- oder Calcium-Ionen) hängt von der Kombination der Untereinheiten, aus denen sie zusammengesetzt sind, ab. Im Gegensatz zu GluR2 sind GluR1, GluR3 und GluR4 generell permeabel für Calcium-Ionen. In der Regel sind GluR2 enthaltende AMPA-Rezeptoren nicht permeabel für Calcium-Ionen. Das liegt daran, dass das Transkript der GluR2-Untereinheit durch das Enzym Adenosindeaminase verändert wird. Diese Veränderung führt in der zweiten Transmembrandomäne zu einer Aminosäureänderung von Glutamin zu Arginin. Die deutlich längere, positiv geladene Seitenkette des Arginins macht die Bindung von Calcium energetisch ungünstig und verhindert somit in 99,99 % die Durchlässigkeit von Calcium.
Die GluR2-Untereinheit ist auch für die Beziehung zwischen Membranpotential und Strom durch den AMPA-Rezeptor bedeutsam. Der Strom durch Rezeptoren ohne GluR2 ist einwärts rektifizierend. Das bedeutet, dass nur bei negativen Werten des Membranpotentials ein Strom durch den Ionenkanal fließt, nicht jedoch bei positiven. In Anwesenheit von GluR2 ist die Strom-Spannungs-Beziehung von AMPA-Rezeptoren dagegen linear.
AMPA-Rezeptoren sind wichtig für die synaptische Plastizität. An vielen Synapsen, wie z. B. im Hippokampus oder im Kleinhirn, wird die Dichte der AMPA-Rezeptoren in der postsynaptischen Membran abhängig von der Aktivität der Synapse reguliert.
Ein AMPA-Rezeptor-Antagonist ist NBQX. Als Medikament zugelassen ist Fycompa. Ein negativer allosterischer Modulator ist Ethanol.